# 超人 (キン肉マン)
- キン肉マン > 超人 (キン肉マン)
- キン肉マンII世 > 超人 (キン肉マン)

超人（ちょうじん）とは、ゆでたまごの漫画『キン肉マン』シリーズ等に登場する架空の種族。正義超人（アイドル超人含む）、残虐超人、悪魔超人、完璧超人の4大勢力に分類されている（時間超人は残虐超人の系譜に連なる）。
主人公のキン肉マン（キン肉スグル）は宇宙人だが、テリーマンやロビンマスクなど地球出身の超人も複数登場する。また、生物由来ではない、機械モチーフの超人も存在する。
「○○パワー」という数値で示される超人強度を持っており、融通が可能である。死亡すると超人墓場へ送られるが、生き返ることが可能である。

## 概要
「超人」の名の通り、人間（地球人）を超えた身体能力を備えた存在である。ただし、能力については時期により設定が異なっている。例えば、初期はギャグ漫画路線であり、巨大ヒーロー物のパロディ的存在でもあったため、怪獣退治を基本としており、巨大化や光線技（キン肉フラッシュなど）、飛行能力が基本となっていたが、超人オリンピック編以降はプロレス的な肉弾戦がメインとなっており、これらの要素は排除されている傾向にある。
- 巨大化は、第20回超人オリンピックAブロック第1試合で、ロビンマスクとカナディアンマンが戦っているシーンが確認できる[1] 他、第2次怪獣退治編においても見られた[2]。
- 光線技は「ビビンバのムコの巻」[3]、「七人対怪物の巻」[4] までは登場している[5]。
- 飛行シーンは、「七人の超人の巻」[6] の他、第21回超人オリンピック決勝前に、キン肉マンが飛行しているのが確認できる[7]。その一方で、グランドキャニオンでのキン肉マン対ロビンマスクのように、飛行能力が存在しない場面も存在する[8]。

容姿に関しては幅広く、テリーマンのように人間とほとんど変わらないものから、セイウチンのような獣人タイプ（セイウチをモチーフとしている）、ミスター・VTRやバイクマンのような機械をモチーフとした機械超人、ウォーズマンのような機械超人と人間のハーフであるロボ超人 などが存在する。また、機械ではないが、パルテノン神殿の化身であるパルテノンのように、無機質を由来とした超人も登場した。
異種交配も可能で、上記のウォーズマンの他、続編の『キン肉マンII世』では超人と人間のハーフも登場した（テリーマンの息子のテリー・ザ・キッド、ロビンマスクの息子のケビンマスクなど。共に妻は一般の地球人）。
宇宙人とは限らず、地球出身の超人も存在する。また、ジェロニモのように、人間から超人に生まれ変わることも可能。一方、超人として生まれたロビンマスクが人間になり、その後超人に戻る、といった事態も存在する。
超人にとってボディスーツやトランクス等のコスチュームは、命とも言える大切な物とされる。
超人強度は「○○パワー」という数値で示されており、カニベースの2パワー が、確認できる最低の数値である。ウォーズマンが100万パワーであり、正義超人の中心メンバーは彼よりやや低い90万パワー台であることが多い（キン肉マンとテリーマンが95万パワー、ラーメンマン97万パワー、ロビンマスク95万パワー、ブロッケンJr．90万パワー）。悪魔超人のバッファローマンは1000万パワー（しかも0パワーから1000万パワーまで自由に上げ下げ可能） であり、以後の強敵は数値がインフレを起こすようになったが、正義超人の数値に変動はなかった（ただし、キン肉マンは火事場のクソ力により7000万パワーまで一時的に増大させることが可能になっていた）。なお、神の数値は1億パワーである。このパワーを分け与えることで蘇生も可能となっている。

## 4大勢力等
正義、残虐、悪魔、完璧の4大勢力が存在する。
正義超人
主人公のキン肉マン（キン肉スグル）をはじめ、多数の正義感の強い仲間が所属している。作品の中核を成すグループ。
中心メンバーのテリーマンや司令塔的なロビンマスクらはアイドル超人と呼ばれる。
以下の他勢力からの寝返り組も所属している（残虐超人からラーメンマンやウォーズマン、悪魔超人からはバッファローマンやザ・ニンジャ（一時期はアシュラマンも）、完璧超人からはネプチューンマンなど）。
残虐超人
プロレスでいう悪役に該当する。超人オリンピック（第20回超人オリンピック）編でラーメンマン、ブロッケンマン、カレクックの3名が登場したのが初。以後は第21回超人オリンピック編まで、正義超人のライバル勢力として扱われていた。
悪魔超人
残虐超人を超える悪役として7人の悪魔超人編から登場。その上に存在する悪魔六騎士や悪魔将軍も登場した。
完璧超人
新たな敵勢力として、夢の超人タッグ編から登場。乱入コンビ（スクリュー・キッドとケンダマン）と、そのボスであるヘル・ミッショネルズ（ネプチューンマンとネプチューン・キング）が代表格。
後のキン肉星王位争奪編ではジ・オメガマンも登場した。
シリーズ完結後の21世紀に書かれた続編「完璧超人始祖（パーフェクト・オリジン）」編では、さらにその上の存在が登場している。
時間超人
残虐超人の系譜に連なる。タイムトラベルが可能な種族。『キン肉マンII世』究極の超人タッグ編に登場。世界五大厄（ファイブ・ディザスターズ）ことライトニングとサンダー、カオス・アヴェニールらが該当する。